# Mirko Marjanović (cestista)
Mirko Marjanović (in serbo Мирко Марјановић?; 2 maggio 1926 – ...) è stato un cestista e allenatore di pallacanestro jugoslavo.

## Palmarès

### Giocatore
- YUBA liga: 1

Jugoslvenska armija: 1945